# ミハイ・ピンティリイ
ミハイ・ドル・ピンティリイ（Mihai Doru Pintilii 、1984年11月9日 - ）は、ルーマニア・ヤシ県ヤシ出身の元プロサッカー選手。元ルーマニア代表。現役時代のポジションは、ミッドフィールダー。

## クラブ経歴
2012年5月、CSパンドゥリイ・トゥルグ・ジウからFCステアウア・ブカレストに85万ユーロで移籍。なおピンティリイと入れ替わる形でミハイ・ラドゥツがブカレストからパンドゥリイに期限付き移籍している。2013年5月のCSガズ・メタン・メディアシュ戦で移籍後初ゴール。
2014年6月、サウジアラビアのアル・ヒラルに3年契約で加入。チームの中心選手としてAFCチャンピオンズリーグ2014準優勝に貢献した。
2015年6月、イスラエルのハポエル・テルアビブFCに3年契約で加入。

## 代表歴

### ゴール
| # | 年月日       | 開催地     | 対戦相手   | 得点 | 結果 | 試合概要                    |
| - | ------------ | ---------- | ---------- | ---- | ---- | --------------------------- |
| 1 | 2013年9月6日 | ブカレスト | ハンガリー | 2–0  | 3–0  | 2014 FIFAワールドカップ予選 |

## タイトル

### クラブ
- ステアウア・ブカレスト:
  - リーガ1: 2012–13, 2013–14
  - スーペルクパ・ロムニエイ: 2013
  - クパ・リギー: 2015–16